# Marianne Korsman
Marianne Korsman, född 26 april 1940 i Visby, Gotlands län, är en svensk konstnär.

## Biografi
Efter konstutbildning i Stockholm, Paris och konstakademien (Sakral konst) i München etablerade hon sig 1965 som fri konstnär på Gotland. Hon har deltagit i flera utställningar och utfört offentliga utsmyckningsuppdrag i olika material, bland annat glasmåleri, där det andliga oftast gestaltats. 1969–1990 restaurerade hon måleri i de gotländska medeltidskyrkorna. Främst har hon utfört kalkmåleri, exempelvis Visby domkyrka och Öja kyrka där hon har målat en egen nutida kalkmålning föreställande Maria och barnet. Hon har även utfört framtagning och konservering av medeltida inskriptioner i puts, så kallad "medieval church graffiti" i bland annat Bro kyrka på Gotland.
Hon var under många år en del av konstnärsgruppen Kaip som utöver Korsman bestod av Maj Wennerdahl, Åsa Ardin Kedja, Agneta Engström och Ingrid Hamrell-Mårtensson, och som enligt egen utsago höll sin sista vernissage 2021.
Hon finns representerad på olika kommunala institutioner och statliga byggnader på Gotland, bland annat:
- Högskolan i Visby
- S:t Olofs sjukhus
- Almedalsbiblioteket
- Biblioteket, Almedalen: Glasmålning om "Waldemar-skatten".

## Utmärkelser
- 1970 – Stipendium från Deverthska kulturstiftelsen, som vill stödja "insatser i kristen anda på olika kulturområden".[8]
- 1988 – Westfalenstipendiat - Rese- och vistelsestipendium Tyskland utdelat av Region Gotland.[9]

### Som illustratör
- 1972 – Lingegård, Ingeborg. Uti vår hage: ett knippe gotländska folkviseblomster. Visby: Gotlandskonst AB. Libris 1754891
- 1987 – Eklöf, Ingvar. ”Kakelugnsmakare och krukmakaresläkten Korseman/Korsman”. Från Gutabygd (Visby : Gotlands hembygdsförbund, 1979-) 1987 (9),:  sid. 89-100 : ill.. ISSN 0349-9278. ISSN 0349-9278 ISSN 0349-9278. Libris 2919816

### Om Korsman
- Westerlund, Marianne (2008). Kaip. Katthammarsvik: Text & bild. Libris 10918822. ISBN 9789163326899